# Heilung
Heilung je experimentální folková hudební skupina složená z členů z Dánska, Norska a Německa. Jejich hudba vychází z textů a runových nápisů germánských národů z doby bronzové, železné a vikinské. Heilung svou hudbu popisují jako „amplifikovanou historii z raně středověké severní Evropy“. V jejich hudbě se obvykle objevují germánská božstva, Jǫtnar a valkýry. „Heilung“ je německé podstatné jméno, které znamená „léčení“.

## Historie
Skupinu Heilung založili v roce 2014 v dánské Kodani zpěvák Kai Uwe Faust (německý tatér, který se specializuje na staroseverské tetování) a dánský producent Christopher Juul. Juul, který od roku 2003 provozoval v Kodani vlastní nahrávací studio Lava, obdivoval Faustovu tatérskou tvorbu, a tak se dohodli: Faust nabídl Juulovi tetování zdarma výměnou za pomoc při nahrávání básní. Tak vznikla skupina Heilung.